# 漢斯·卡爾納
漢斯·卡爾納（德語：Hans Källner，1898年10月9日—1945年4月18日）是一名德國將軍，他出身於普魯士王國西里西亞，從軍後參加了第一次世界大戰和第二次世界大戰，並獲得了橡葉騎士佩寶劍鐵十字勳章。1945年春季戰爭快結束時，卡爾納在訪問奧洛穆茨附近的前線時陣亡。
所獲榮譽：
- 鐵十字勳章（1914年）二級（1917年9月3日）和一級（1918年8月4日）
- 帶扣鐵十字勳章（1939年）二級（1939年9月19日）和一級（1939年10月18日）
- 德國十字勳章（1941年10月18日）
- 橡葉騎士佩寶劍鐵十字勳章